# Авеледа (Лозада)
Авеледа (порт. Aveleda)  — район (фрегезія) в Португалії, входить до складу округу Порту. Є складовою частиною муніципалітету  Лозада. За старим адміністративним поділом входив в провінцію Дору-Літорал. Входить в економіко-статистичний субрегіон Тамега, який входить в Північний регіон. Населення становить 1952 людини на 2001 рік. Займає площу 3,69 км². 
Покровителем району вважається Ісус Христос (порт. São Salvador). 
| Португалія | Це незавершена стаття з географії Португалії. Ви можете допомогти проєкту, виправивши або дописавши її. |